# Гикалов, Дмитрий Иванович

Б. Н. Ельцин и Д. И. Гикалов (справа) на первой партконференции в Качканаре 31 октября 1968 года

Дми́трий Ива́нович Гика́лов (1 октября 1929, Боргустанская — 3 октября 1983, Нижний Тагил, Свердловская область) — советский государственный деятель, в 1968—1978 годах первый секретарь Качканарского горкома партии.

## Биография
Родился 1 октября 1929 года в станице Богустанская Ставропольского края. Учился в Горно-металлургическом техникуме в Орджоникидзе, Уральском политехникуме, Свердловском горном институте и Высшей партийной школе при ЦК КПСС.
С марта 1944 года Дмитрий Иванович работал в Ессентуках линейщиком на междугородных линиях связи. С 1956 года работал на Нижнетагильском металлургическом заводе дежурным электриком, начальником электротехнической лаборатории. С 1959 года работал в должности инженера электротехнической лаборатории Нижнетагильского металлургического комбината.
В 1961 году был направлен на строящийся Качканарский ГОК, где работал начальником релейной службы цеха сетей и подстанций, начальником цеха контрольно-измерительных приборов и автоматизации, созданного по его же инициативе. В 1963 году Гикалов был избран председателем рудничного комитета профсоюза. С 1964 по 1965 год возглавлял профсоюзную организацию комбината.
31 октября 1968 года на заседании первой городской партийной конференции, в которой принимал участие Б. Н. Ельцин, был избран первым секретарём Качканарского горкома партии. Под руководством Гикалова был составлен первый генеральный план застройки Качканара. Улица Магистральная была расширена, для оптимального размещения Дворца культуры были произведены объёмные работы по выемке грунта с установкой подпорной стенки вдоль улицы. В ноябре 1978 года Гикалов закончил работу в должности первого секретаря горкома. В 1976 году представлял Качканар на XXV съезде КПСС.
В 1972 году по инициативе Гикалова в Качканаре началось строительство троллейбусной линии, запуск которой состоялся 11 ноября 1972 года. Поскольку линия была по сути самостроем, в 1978 году из-за несогласованности проекта транспортной сети с надзорными органами Гикалов получил от обкома партии строгий выговор.
В 1970-х годах Гикалов пролоббировал в областных партийных кругах создание радиозавода в развивающемся Качканаре для трудоустройства женщин и молодёжи. 1978 году он был назначен директором радиозавода, которым руководил до своей гибели в 1983 году.
Погиб в автокатастрофе под Нижним Тагилом 3 октября 1983 года.

## Семья
Дмитрий Иванович был женат на Лидии Ивановне, воспитал дочь.

## Награды
- Медаль «В ознаменование 100-летия со дня рождения Владимира Ильича Ленина»[1][5]
- Орден «Знак Почёта»[1][5]
- Орден Трудового Красного Знамени (1974)[1][5][21]

## Память
- В 1999 году в честь 70-летия со дня рождения Д. И. Гикалову часть улицы Свердлова в Качканаре была переименована и названа именем Гикалова[20][1][12][3][12]. На доме № 1 установлена памятная табличка.
- В мае 2000 года Д. И. Гикалову было посмертно присвоено звание «Почётный гражданин города Качканара»[1][12][22].

## Галерея

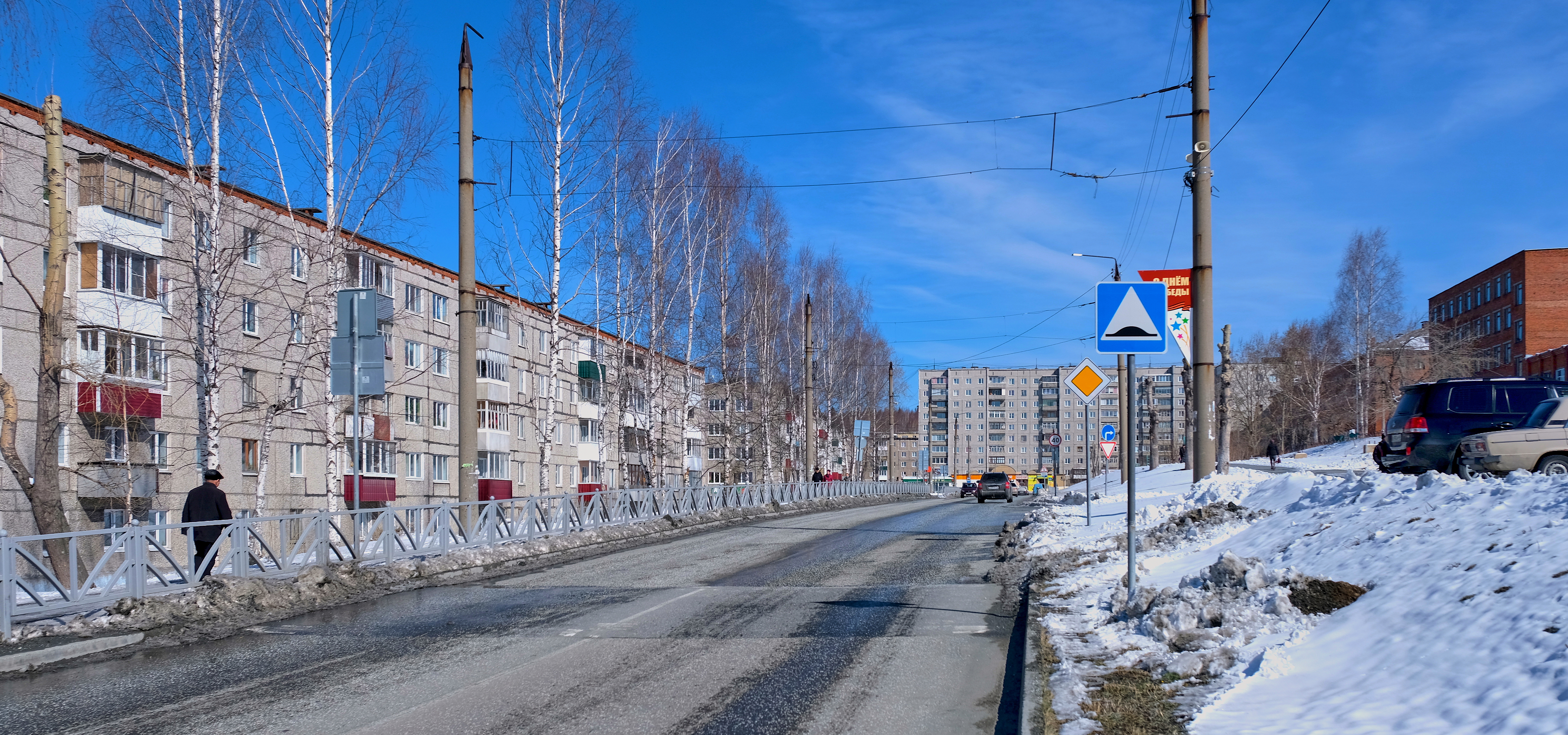
Улица Гикалова в Качканаре
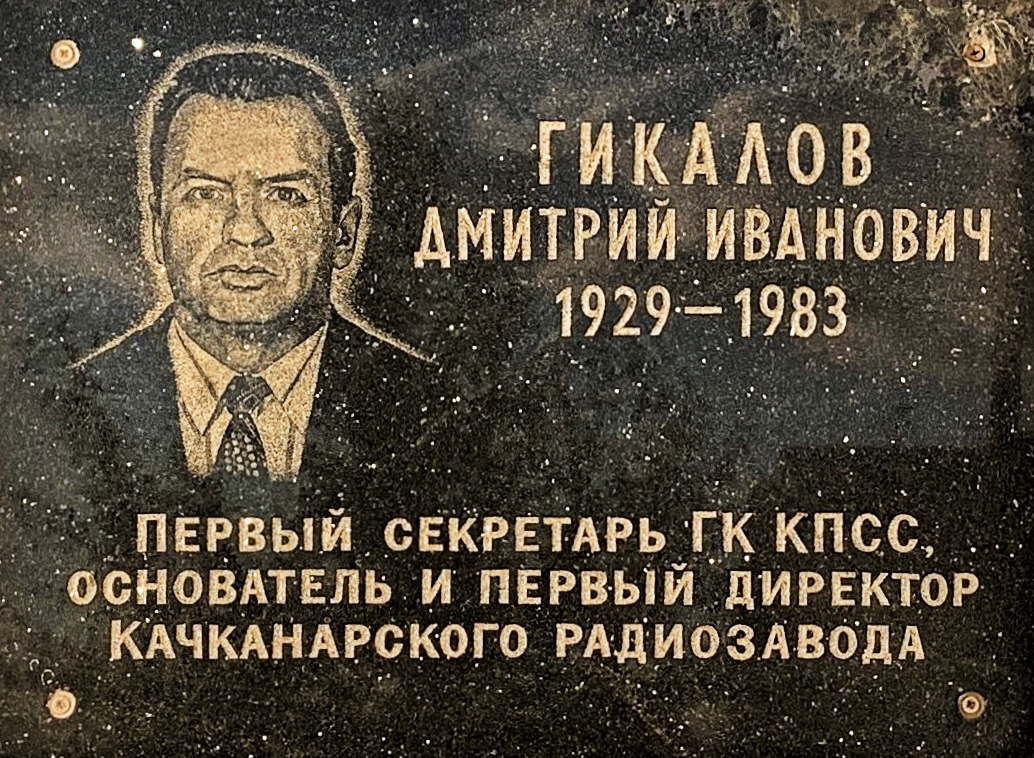
Памятная табличка на доме № 1 по ул. Гикалова в Качканаре
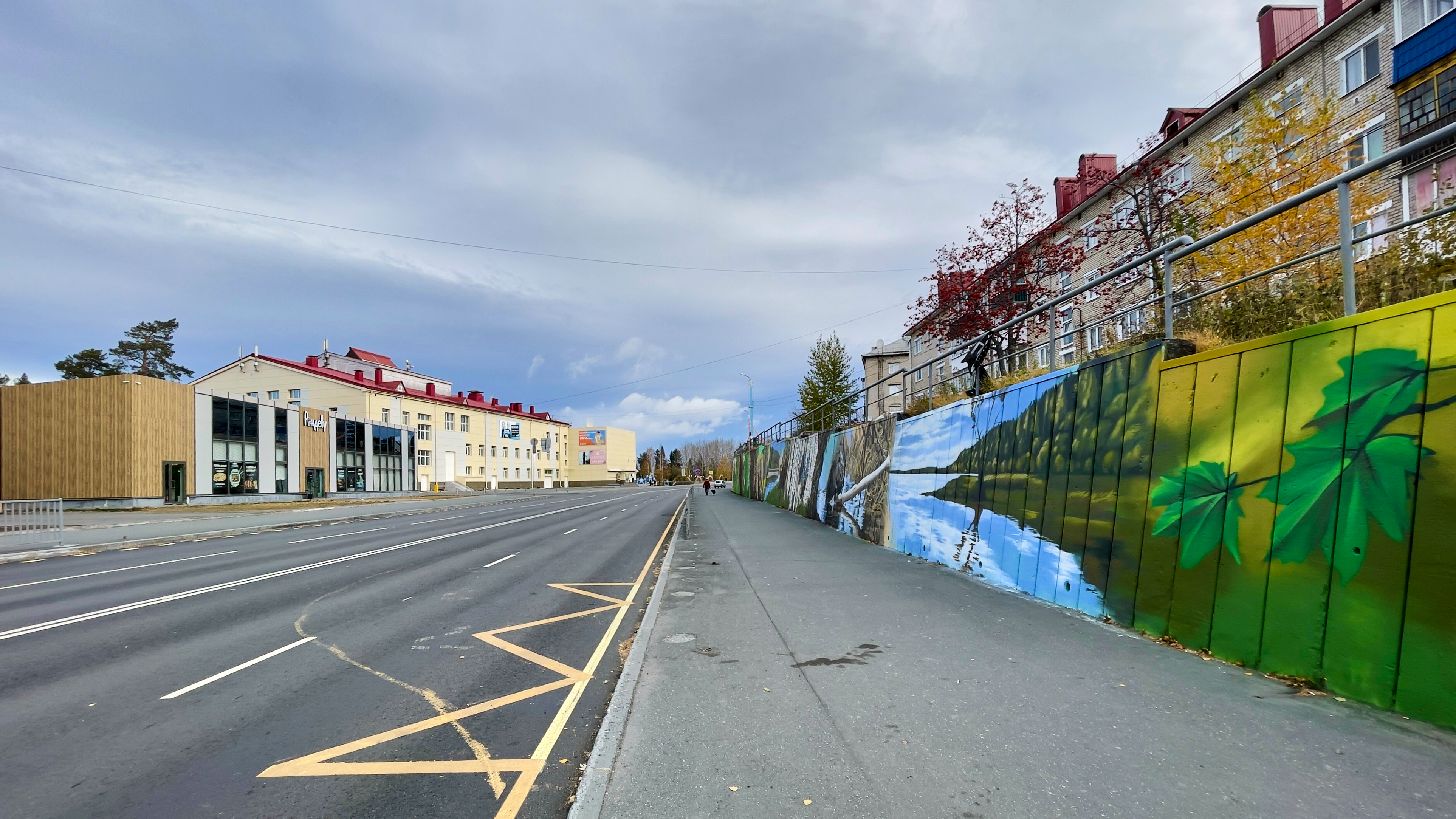
Подпорная стенка на ул. Свердлова в Качканаре